# Карроукил (Голуэй)
Карроукил (англ. Carrowkeel; ирл. An Cheathr Chaol) — деревня в Ирландии, находится в графстве Голуэй (провинция Коннахт).
Население — 253 человека (по переписи 2002 года).